# Паласіо Бароло

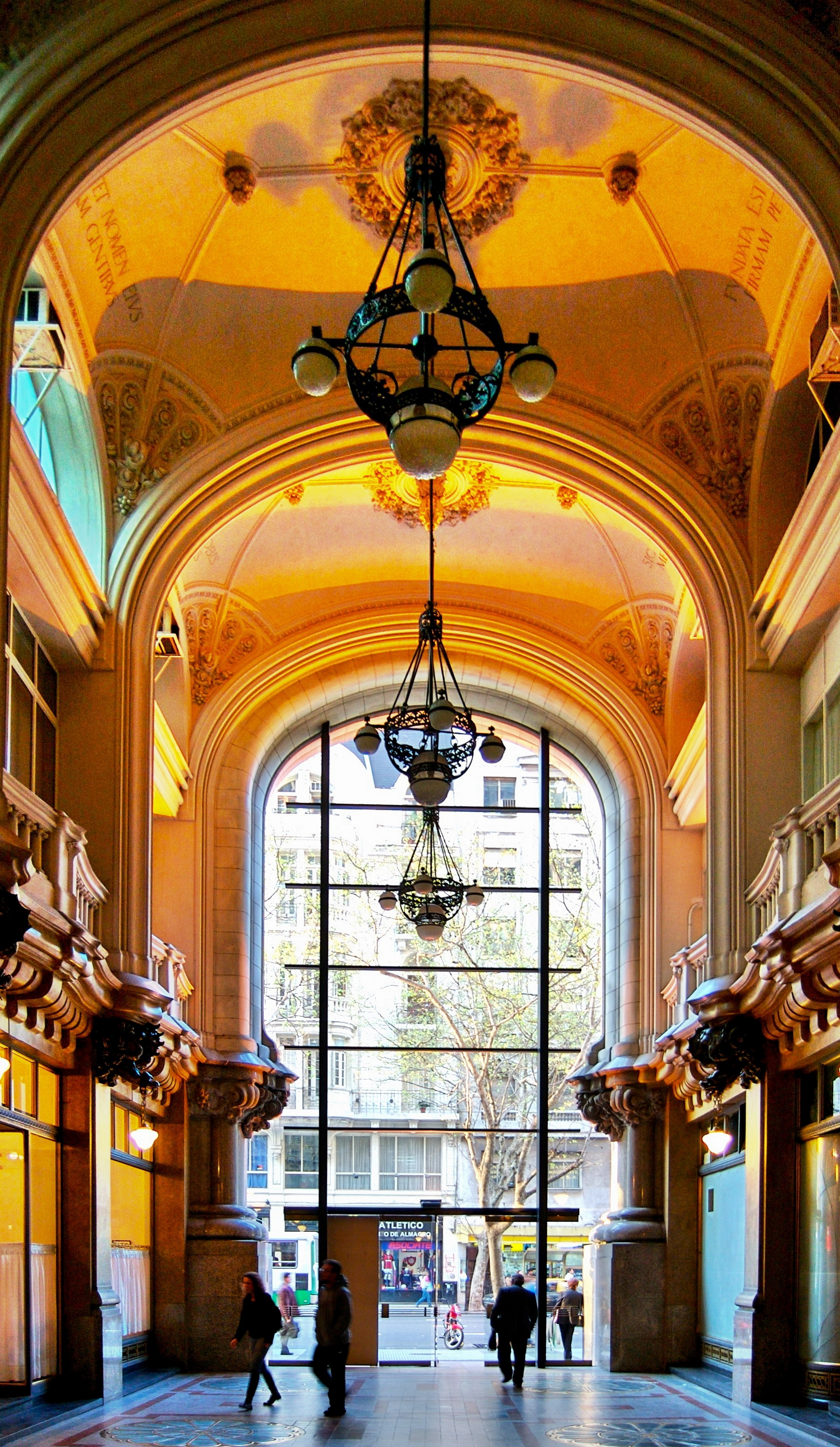
Головний зал палацу, з видом на Авеніда де Майо

Паласіо Бароло (ісп. Palacio Barolo), або пасаж Бароло, або галерея Бароло — офісне приміщення, розташоване на проспекті Авеніда де Майо в районі Монсеррат в столиці Аргентини — місті Буенос-Айресі. На момент спорудження в 1923 році ця будівля була найвищою в місті й у всій Південній Америці. Нині є національною історичною пам'яткою.

## Історія створення та сучасний стан
Італійський архітектор Маріо Паланті збудував цей палац на прохання бізнесмена Луїса Бароло. Паланті був також автором унікальних елементів дизайну будівлі, таких як дверні ручки, світильники та решітки ліфтів. Сьомого липня 1923 року будівлю було відкрито для публіки. Аж до 1935 року вона була найвищою будівлею в місті, поки не було побудовано будинок Кавана. Часто кажуть, що Паласіо Бароло має брата-близнюка — Паласіо Сальво, побудованого Маріо Паланті в Монтевідео (Уругвай). Це не зовсім точне формулювання. Ідея і конструкція однакові, але проєкти відрізняються кардинально. Досить порівняти розташування вежі-«маяка»: в аргентинського будинка вона посередині фасаду, а в Уругваї — на розі будівлі.
Перший власник будинка планував використовувати перші три поверхи для себе, а інші здавати в оренду. Сьогодні це офісна будівля (в ній розміщено 520 організацій). Сила світла ламп, що освітлюють будівлю, становить 300 000 кандел (свічок). У верхній частині будівлі знаходиться маяк, який працює в особливих випадках. Будівництво коштувало 4 500 000 аргентинських песо. Було витрачено 650 т сталі, 3500 т цегли і 70 000 бочок портландцементу. Всі декоративні матеріали, серед яких каррарський мармур, були імпортовані.
Висота будівлі, що налічує 22 поверхи, становить 100 м. Паланті спроєктував будівлю, спираючись на «Божественну комедію» Данте Аліг'єрі. Поверхи будівлі архітектор поділив на три секції: підвал символізує пекло, поверхи від 1-го до 14-го є алегорією чистилища, а поверхи від 15-го до 22-го символізують рай. Маяк, що увінчує вершину вежі, своєю структурою представляє «Дев'ять чинів ангельських». За одним із планів, Паласіо Бароло мав стати мавзолеєм великого поета Данте, останки якого архітектор планував перевезти в Буенос-Айрес.
В той час архітектура будівлі являла собою грандіозне нововведення, реалізоване за допомогою бетонного лиття в еклектичному стилі, званому багатьма, як «романтичний», з ремінісценціями готики і навіть ісламського мистецтва Індії. Помилково архітектурний стиль Паласіо визначають як один з напрямків стилю ар-нуво або ар-деко[джерело?]. Бо, по суті, Паласіо Бароло являє собою приклад особливого стилю, створеного Паланті.

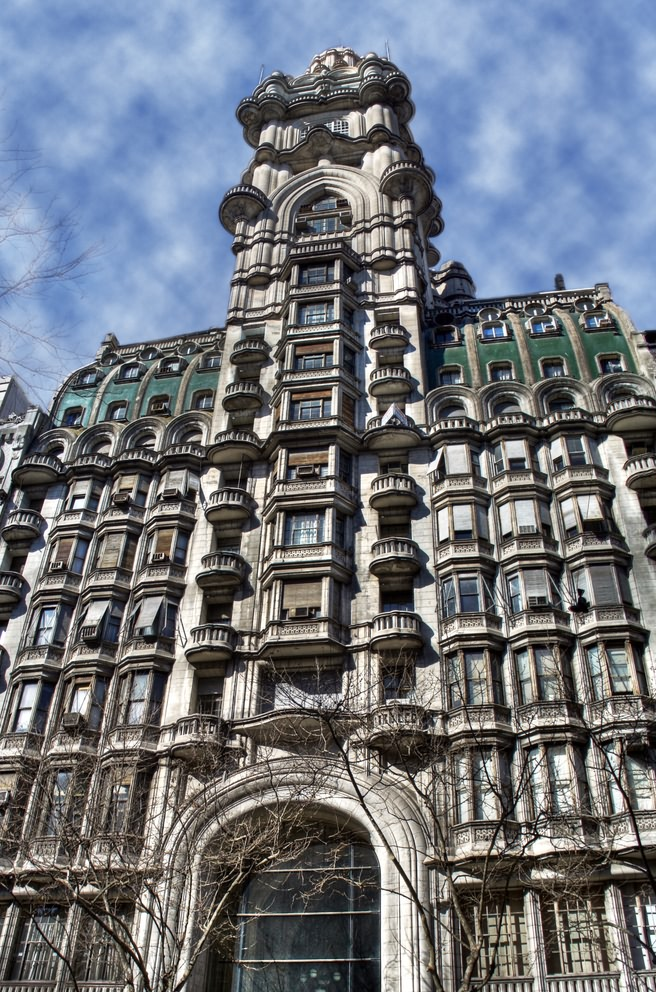
Паласіо Бароло

Будинок обладнано 9 ліфтами, в ньому міститься 20-метровий зал, в якому є розписна стеля. У верхній частині вежі встановлено маяк, завдяки якому будівлю видно навіть з Уругваю. 2009 року будинок було відреставровано. 1997 року Паласіо Бароло оголошено національною історичною пам'яткою. Нині в будівлі працюють кілька туристичних агенцій, школа іспанської мови для іноземців, магазин костюмів для танго, тут також розташовано офіси бухгалтерів, юристів та спеціальний офіс у підвалі.

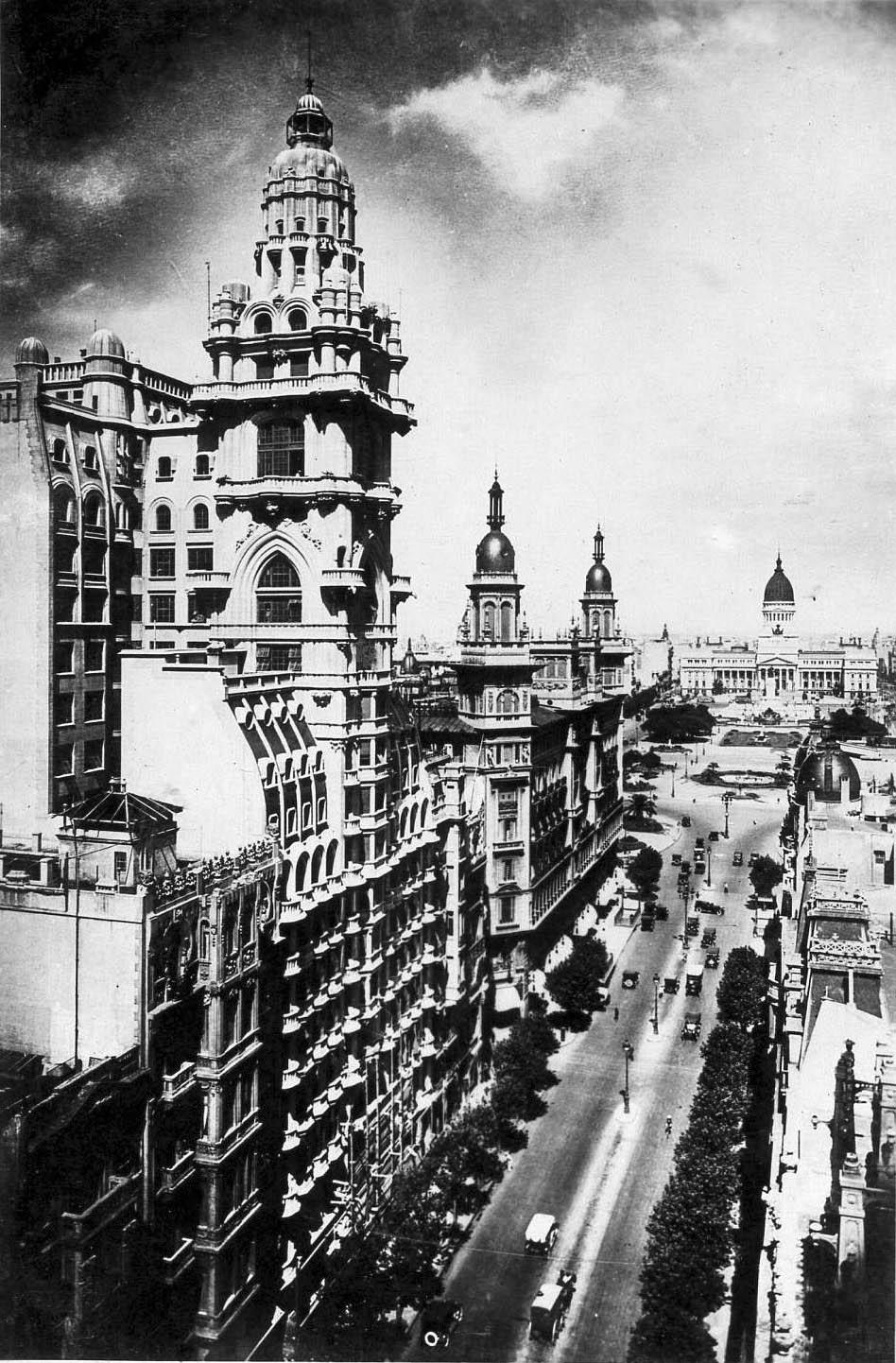
Вид на Паласіо Бароло, Інмобіліарію та будівлю Конгресу (близько 1925).

Роботу маяка на вершині будівлі відновлено 25 вересня 2009 року. Він освітлював Буенос-Айрес у рамках святкування двохсотріччя. Починаючи від 25 травня 2010 року його вмикають 25 числа кожного місяця, і протягом пів години він освітлює нічне небо Буенос-Айреса.

## Відбиття в мистецтві
2012 року режисер Себастьян Шіндель зняв документальний фільм «Латиноамериканський хмарочос» (ісп. El Rascacielos Latino), в сюжет якого покладено дослідження історії будівлі і курйози під час його проектування. Фільм, тривалістю близько години, обрано переможцем на кінофестивалі документальних фільмів, що відбувся в квітні 2012 року в рамках фестивалю BAFICI 2012. Фільм показано широкій публіці в листопаді того ж року в Культурному центрі Сан-Мартін.